# Romano Ghini
Pour les articles homonymes, voir Ghini.
Romano Ghini également connu sous le nom de Stefano Borghesi (né à Parme le 2 juillet 1934 et mort à Rome le 25 octobre 2020) est un acteur et un doubleur de voix italien.

## Biographie
Romano Ghini est né à Parme en 1934. En 1960, il s'est diplômé au Centro Sperimentale di Cinematografia. 
Au début de sa carrière, le contrat qu'il avait signé avec la Rai en tant que speaker de radio et de télévision l'empêchait d'exercer le doublage de voix, au point qu'il a dû utiliser à cet effet le pseudonyme de Stefano Borghesi. Il est entre-autres la voix italienne de William Shatner dans Star Trek et Y a-t-il enfin un pilote dans l'avion ?. À la télévision, il a doublé Hayden Rorke dans Jinny de mes rêves et la voix de Satanas du dessin animé Satanas et Diabolo. Pour la télévision, il a également travaillé comme acteur, jouant dans Coralba, une mini-série télévisée réalisée par Daniele D'Anza (1970). Dans les années 2000, il était dans la distribution de Provaci ancora prof ! et Puccini.
Romano Ghini est mort le 25 octobre 2020 à Rome à l'âge de 86 ans.

## Filmographie partielle
- 1961 : Samson contre Hercule de Gianfranco Parolini
- 1962 : L'ira di Achille de Marino Girolami
- 1962 : Odio mortale de Franco Montemurro
- 1963 : L'Invincible Cavalier noir (L'invincibile cavaliere mascherato) d'Umberto Lenzi
- 1963 : D'Artagnan contro i 3 moschettieri de Fulvio Tului
- 1997 : Mains fortes (Le mani forti) de Franco Bernini